# Olga Alexandrowna Girja
Olga Alexandrowna Girja (russisch Ольга Александровна Гиря; * 4. Juni 1991 in Langepas) ist eine russische Schachspielerin und seit 2021 Großmeister (GM).

## Schach
Olga Girja wurde Erste beim internationalen Turnier 2005 in Salechard, sie gewann alle 9 Partien. Dieses Ergebnis (9 Punkte aus 9 Partien) wiederholte sie im Jahr 2007 bei der Meisterschaft der Mädchen U16 in Russland. 2009 gewann Girja die Europäischen Jugendmeisterschaft in Fermo und die Jugendweltmeisterschaft in Kemer jeweils in der Altersklasse U18 weiblich. Weitere Spitzenplatzierungen bei Jugendwelt- und -europameisterschaften erreichte sie mit zweiten Plätzen bei der Jugendeuropameisterschaft U18 weiblich in Herceg Novi 2008, bei der Jugendweltmeisterschaft U16 weiblich in Kemer 2007 sowie bei den Juniorenweltmeisterschaften U20 weiblich in Chotowa 2010 und Madras 2011 und einem dritten Platz in der Weltmeisterschaft U18 weiblich in Vung Tau 2008. Im August 2019 gewann Girja die russische Frauenmeisterschaft.
Die Normen für den Titel Großmeisterin erfüllte sie im April 2008 bei der russischen Mannschaftsmeisterschaft der Frauen in Dagomys und bei den Austragungen des Moskauer Opens im Februar 2008 und Februar 2009.
Mit ihrer höchsten Elo-Zahl von 2493 im Juli 2014 belegte sie den 18. Platz in der Weltrangliste der Frauen.

## Beruf
Olga Girja studiert an der Russischen Staatlichen Sozialen Universität (Российский государственный социальный университет).

## Nationalmannschaft
Girja nahm erstmals an einer Schacholympiade 2010 mit der zweiten russischen Frauenmannschaft teil. 2014 gewann sie an der Schacholympiade der Frauen. Mit der russischen Frauenmannschaft hatte sie bereits 2013 bei der Mannschaftsweltmeisterschaft und der Mannschaftseuropameisterschaft gespielt. Bei der Mannschaftsweltmeisterschaft der Frauen 2013 in Astana erreichte sie das beste Einzelergebnis aller Reservespielerinnen und belegte mit der Mannschaft den dritten Platz, bei der Mannschaftseuropameisterschaft der Frauen 2013 in Warschau gelangte sie mit der Mannschaft auf den zweiten Platz.

## Vereine
Seit der Saison 2011/12 spielt Olga Girja in der Deutschen Schachbundesliga der Frauen für die Mannschaft des SC Bad Königshofen, mit der sie 2014, 2019 und 2021 die Meisterschaft gewann. In der chinesischen Mannschaftsmeisterschaft spielte sie 2012 für Zhejiang Yinzhou und seit 2015 für Hangzhou. Die russische Mannschaftsmeisterschaft der Frauen gewann sie 2011 mit SchSM-RGSU Moskau, sie spielte auch schon für Jugra Chanty-Mansijsk. Sowohl mit SchSM-RGSU Moskau als auch mit Jugra Chanty-Mansijsk hat Girja am European Club Cup der Frauen teilgenommen, sie gewann mit der Mannschaft drei Bronzemedaillen (2012 bis 2014) und in der Einzelwertung eine Silber-(2013 am vierten Brett) und eine Bronzemedaille (2012 am zweiten Brett).